# Menden (Sauerland)
Menden (Sauerland) è una città di 52 096 abitanti della Renania Settentrionale-Vestfalia, in Germania.
Appartiene al distretto governativo (Regierungsbezirk) di Arnsberg ed al circondario della Marca (targa MK).
Menden si fregia del titolo di "Media città di circondario" (Mittlere kreisangehörige Stadt).

## Gemellaggi[2]
- Locon, dal 1964
- Aire-sur-la-Lys, dal 1965
- Lestrem, dal 1971
- Ardres, dal 1974
- Braine-l'Alleud, dal 1978
- Flintshire, dal 1980
- Marœuil, dal 1984
- Paternò, dal 1987
- Plungė, dal 1992

Menden intrattiene "rapporti d'amicizia (Städtefreundschaft) con:
- Eisenberg, dal 1991
- Calcide, dal 2000